# Conferencia Comunista Latinoamericana 1929
Encuentro de delegados de partidos comunistas latinoamericanos adscrita a la Internacional Comunista realizada en Argentina en 1929.
La tercera internacional, controlada por el partido comunista ruso, promovió la creación de una sección latinoamericana de la internacional comunista. En esta conferencia se expondrían las tensiones entre distintas interpretaciones sobre cual debía ser el curso del comunismo en Latinoamérica, esto implicó debates sobre la aplicación del marxismo-leninismo en América Latina. 
Esta conferencia comunista latinoamericana daría lugar a un Buro Sudamericano que existiría hasta 1943, cuando se suspende el funcionamiento de la Internernacional Comunista, pero cuando esta fue reactivada ya no se reactivó la sección sudamericana.

## Antecedentes
Antes de 1929 la Komintern enviaba delegados a los países latinoamericanos teniendo contacto directo con ellos y no existiendo un espacio de reunión entre los distintos países comunistas. Estos primeros delegados eran de nacionalidad Rusa. Los primeros contactos fueron con el Partido Comunista de la Argentina y el del uruguayo.

## Datos
- En esta conferencia comunista, el peruano José Carlos Mariátegui, a través de la delegación del Partido Socialista Peruano, presenta varios documentos, los referidos a la situación política del Perú y la caracterización de la sociedad Peruana son aprobados, pero no se acepta la tesis sobre "El problema del Indio" porque, de manea equivocada, los delegados de los otros partidos hermanos sostenían la idea que el problema del indio estaba sujeto al problema de clase. Sin embargo, el gran periodista peruano Cesar Levano, sostenía se trato de una polémica apasionada pero respetuosa. Posteriormente la posición de la Internacional Comunista cambiaría con respecto a este tema, considerándolo un aporte al pensamiento comunista latinoamericano. En la década del 60, escritores partidarios de la Nueva Izquierda, como Flores Galindo y Jorge Aricó, han tratado de exagerar las discrepancias, cuando en un movimiento político la discusión ideológica es la norma. No discutir el punto de vista de Mariátegui, así como se discutieron otros puntos de vista, sería una actitud propia de una religión y no de un conglomerado político latinoamericano que se sustenta en la dialéctica marxista.